# Peter Olsson (musicista)
Peter Olsson (Danderyd, 21 ottobre 1961) è un bassista svedese.

## Biografia
Peter Olsson è stato il primo bassista dei Force, gruppo hard rock svedese, che più tardi cambiò nome in Europe. Olsson ha formato i Force a Upplands Väsby, nel 1979, insieme al cantante e tastierista Joey Tempest, il chitarrista John Norum e con il batterista Tony Reno.
Olsson lasciò il gruppo nel 1981 e venne sostituito da John Levén. Un motivo della rottura col gruppo sembrerebbe dovuto a Joey Tempest che gli "rubò" la ragazza. Olsson ha fatto parte anche di altri gruppi musicali tra cui Power ed i  Rising Force di Yngwie J. Malmsteen.